# Ormia
Genre
Ormia est un genre de mouches de la famille des Tachinidae dont les larves sont parasites d'insectes.

## Liste d'espèces
Selon BioLib (19 juillet 2025) :
- Ormia aldrichi Séguy, 1925
- Ormia australis (Townsend, 1911)
- Ormia bilimekii (Brauer & Bergenstamm, 1889)
- Ormia brevicornis Townsend, 1919
- Ormia carreirai Tavares, 1965
- Ormia crespoi Tavares, 1965
- Ormia depleta (Wiedemann, 1830)
- Ormia dominicana Townsend, 1919
- Ormia guianica Curran, 1934
- Ormia lenkoi Tavares, 1965
- Ormia lenti Tavares, 1965
- Ormia lineifrons Sabrosky, 1953
- Ormia lopesi Tavares, 1962
- Ormia mendesi Tavares, 1965
- Ormia nocturna Curran, 1934
- Ormia ochracea (Bigot, 1889)
- Ormia pellucida Séguy, 1925
- Ormia punctata Robineau-Desvoidy, 1830
- Ormia rachoui Tavares, 1962
- Ormia reinhardi (Sabrosky, 1953)
- Ormia rosenoi (Tavares, 1965)
- Ormia rufa (van der Wulp, 1890)
- Ormia sabroskyi Tavares, 1965
- Ormia serrei Séguy, 1925
- Ormia tarsalis Séguy, 1925
- Ormia wolcotti Sabrosky, 1953
- Ormia wygodzinskyi Tavares, 1965